# 4337 Arecibo
4337 Arecibo је астероид са средњом удаљеношћу од Сунца која износи 3,257 астрономских јединица (АЈ).
Апсолутна магнитуда астероида је 11,9.